# Сретенский Новодевичий монастырь
Сретенский Новодевичий монастырь — женский монастырь в кремле Переславля-Залесского, существовавший в XVII—XVIII веках.
Монастырь упразднён в 1764 году, обе церкви обращены в приходские.
Большая часть монастырской ограды и колокольня монастыря разрушены в 1933 году.
Сохранившиеся строения обители относятся к XVIII веку: собор Сретения Владимирской иконы Божьей Матери и церковь Александра Невского, которые были построены в 1740-е годы на средства переславского купца и фабриканта Ф. Угримова.
12 сентября 1998 года церковь Александра Невского была снова открыта.